# البینیز، الاوا
البینیز، الاوا (به اسپانیایی: Albéniz, Álava) یک منطقهٔ مسکونی در اسپانیا است که در استان آلابا واقع شده‌است.

## خصوصیات
البینیز ۸۴ نفر جمعیت دارد و ۵۸۵ متر بالاتر از سطح دریا واقع شده‌است.